# Dauphin (quận)
Dauphin là một quận on the đảo quốc Saint Lucia ở Caribe. Quận có một làng cùng tên tại tọa độ 14°02′B 60°54′T / 14,033°B 60,9°T.